# Nicola Riezzo
Nicola Riezzo (1904-1998), était un archevêque italien du XXe siècle. Son procès en béatification est en cours. 

## Biographie
Nicola est né le 11 décembre 1904 à Squinzano, en Italie. Il était le 3e de six enfants. Il a été baptisé le lendemain de sa naissance, dans l'église Saint-Nicolas de Squinzano. Dès son plus jeune âge, il est éduqué dans les principes de l'Église catholique. 
En 1923, il entre dans un collège à Rome puis fréquente l'Université pontificale grégorienne, où il obtient un doctorat de théologie. 
Nicola est ordonné prêtre le 21 août 1927 par Mgr Gennaro Trama (de). Il enseigne par la suite au séminaire de Lecce et devient professeur de philosophie dans un lycée d'Assise de 1932 à 1934. De 1934 à 1958, il enseigne la théologie dogmatique, ascétique et mystique au séminaire de Molfetta. Ses enseignements devinrent un exemple pour beaucoup, et Nicolas Riezzo devint père spirituel de nombreux prêtres et évêques.
Le 25 mars 1958, il est élu évêque de Castellaneta et consacré dans la cathédrale de Lecce le 29 juin de la même année, par Mgr Francesco Minerva (en). Il travailla avec zèle pour son diocèse. 
Le 28 avril 1969, il est nommé archevêque d'Otrante. Il prenait l'habitude de visiter les paroisses de son diocèse et d'encourager ses prêtres dans leurs devoirs pastoraux. Il participa à la construction de nombreuses églises et était très proches des séminaristes. Mgr Riezzo fit le même programme dans le diocèse d'Ugento-Santa Maria di Leuca, dont il était l'administrateur apostolique.
Le 5 octobre 1980, il fut reçu par le pape Jean-Paul II. 
Le 27 janvier 1981, il se retira de ses fonctions. Il mourut le 20 août 1998.

## Béatification
Son procès en béatification a été ouvert en 2005, au titre duquel il est reconnu comme serviteur de Dieu par l'Église catholique. 
Il est fêté le 20 août.